# 萧氏宗祠四美堂
萧氏宗祠四美堂，位于中国福建省南靖县金山镇霞涌村，明万历十八年（1590年）始建，清代重修。坐北向南，为带门楼的单体悬山顶建筑，占地面积1530平方米。祠前辟泮池，后设龟背形抄手，立有清嘉庆年间的进士旗杆等。2009年11月16日公布为第七批福建省文物保护单位。